# Andy Gibb
Andrew Roy ”Andy” Gibb, född 5 mars 1958 i Manchester, England, död 10 mars 1988 i Oxford, England, var en brittisk-australisk sångare. Hans tre äldre bröder, Barry, Robin och Maurice Gibb, är kända som Bee Gees.
Andy Gibb slog igenom i juli 1977 med låten "I Just Want to Be Your Everything".
Andy dog fem dagar efter sin 30-årsdag, den 10 mars 1988 av en hjärtinflammation.

## Diskografi

### Singlar
- Words and Music / Westfield Mansions (1975, Australien)
- Can't Stop Dancing / In The End (1976, Australien, endast promoexemplar)
- I Just Want To Be Your Everything / In The End (nyinspelning) (1977)
- (Love Is) Thicker Than Water / Flowing Rivers (1977, UK)
- (Love Is) Thicker Than Water / Words and Music (nyinspelning) (1977, USA)
- Shadow Dancing / Let It Be Me (1978, USA)
- Shadow Dancing / Too Many Looks In Your Eyes (1978, UK)
- An Everlasting Love / Flowing Rivers (1978, USA)
- (Our Love) Don't Throw It All Away (1978, USA)
- Why / Fool For A Night (1978, UK)
- Desire / Waiting For You (1980)
- Andy Gibb & Olivia Newton-John: I Can't Help It / Someone I Ain't (1980)
- Time Is Time / I Go For You (1980)
- Me (Without You) / Melody (1981)
- Andy Gibb & Victoria Principal: All I Have To Do Is Dream / Good Feeling (1981)

### Studioalbum
- Flowing Rivers (1977)
- Shadow Dancing (1978)
- After Dark (1980)

### Samlingsalbum
- Andy Gibb's Greatest Hits (1980)
- Andy Gibb (1991)
- The Best of Andy Gibb: Millennium Collection (2001)
- Bee Gees: Mythology (2010) (CD 4 av denna box är tillägnad Andy)